# Hemiblossia evangelina
Hemiblossia evangelina är en spindeldjursart som beskrevs av Lawrence 1968. Hemiblossia evangelina ingår i släktet Hemiblossia och familjen Daesiidae. Inga underarter finns listade i Catalogue of Life.